# Kostel svatého Mikuláše s tvrzištěm (Vrapice)
Kostel svatého Mikuláše s tvrzištěm se nachází na území bývalého hradiště na návrší ve východní části města Kladna, ve Vrapicích. Dominantou areálu je kostel sv. Mikuláše, který vznikl přestavbou původní románské rotundy. Severně od kostela stávala budova tvrze. Tvrziště s kostelem je zapsanou kulturní památkou, památkovou ochranu má od roku 1958.

## Historie
Tvrziště Vrapice a jeho blízké okolí je jednou z nejstarších sídelních oblastí středních Čech. Oba břehy Dřetovického potoka, především v místech kde potok obtéká skalnatý výběžek s tvrzištěm, jsou archeologickou lokalitou s nálezy z doby železné, římské a hradištní.
Nejstarší písemný záznam je z roku 1320, kdy je zmiňován Čeněk z Vrapic. Další je v zemských deskách jmenovaný roku 1345 Jindřich z Vrapic, který byl duchovním ve Štěpanově. Poté jsou až téměř do zániku tvrze zmiňováni členové rodu Benešovských z Prahy. Spolu s Benešovskými je od roku 1414 až do své smrti v písemných záznamech uváděn Jan Nešpor z Bischofswerdy a také další členové šlechtických a pražských patricijských rodin, kteří byli s Benešovskými rodově spřízněni. Posledními majiteli tvrze a okolí byli Bezdružičtí z Kolovrat, sídlící na Buštěhradě. Za nich je ovšem (roku 1548) tvrz zapsána v zemských deskách již jako pustá.

### Tvrz
Budova tvrze byla celkem mohutná a tyčila se na skalnatém ostrohu, který je výškově spojen s okolím pouze na jihu, na všech ostatních stranách spadá do údolí, které vede od Kladna ke Stehelčevsi (směrem k Budči). Hlavní cesta k samotné tvrzi vedla kolem kostela sv. Mikuláše a nejprve šla přes malé předhradí, které bylo od vlastní tvrze odděleno hlubokým příkopem, obklopujícím celé skalnaté návrší. Hlavní budova tvrze zabírala značnou plochu a měla řadu sklepů, z nichž některé byly v 19. století vykopány, a místní obyvatelé je považovali za propadlé štoly opuštěného uhelného dolu. Dnes jsou po tvrzi viditelné jen zarostlé vyvýšeniny a prohlubně.
Podle lidického faráře Václava A. Vacka, který zde vykonával správu, byly v polovině 18. století patrné značné pozůstatky tvrze, které začínaly zhruba 9 metrů od kostela na sever.

### Kostel
Kostel sv. Mikuláše se skládá z původní románské rotundy, která tvoří presbytář a část lodi. Klenba apsidy již není původní. Rotunda je datována do širokého rozmezí od 10. století až do poloviny 13. století. Vstup do rotundy v její severní části je zazděný a napůl zakrytý současnou sakristií. Na rotundu navazuje gotická přístavba lodi kostela. Do apsidy bylo přidáno gotické okno z dílny Petra Parléře, datované do roku 1370. Vstup do kostela byl od 14. století z jižní strany gotické přístavby a je dnes také zazděný. Na gotickou část lodi navazuje barokní přístavba, která tvoří rozšířený konec lodi se současným vstupem. Kruchta je zdobena řadou obrazů z 18. století malovaných na dřevě. Uprostřed je vyobrazen Ježíš a po stranách apoštolové. Kromě těchto obrazů zůstal z původní barokní výzdoby kostela oltář bez ozdob s obrazem sv. Mikuláše. Kostel byl kompletně opraven roku 1858. Z té doby je zde také přístavba sakristie navazující na severní část rotundy. Do poloviny 19. století je datována i stavba prostorné fary v jižní části tvrziště a stavba romanizující márnice spolu se severní částí ohradní zdi hřbitova.

## Galerie

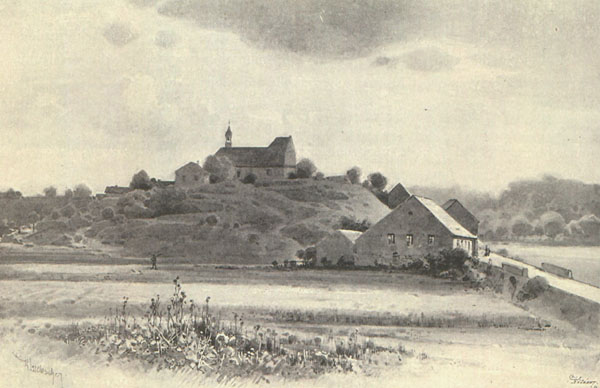
kresba tvrziště ve Vrapicích od malíře Karla Liebschera (kolem r. 1890)
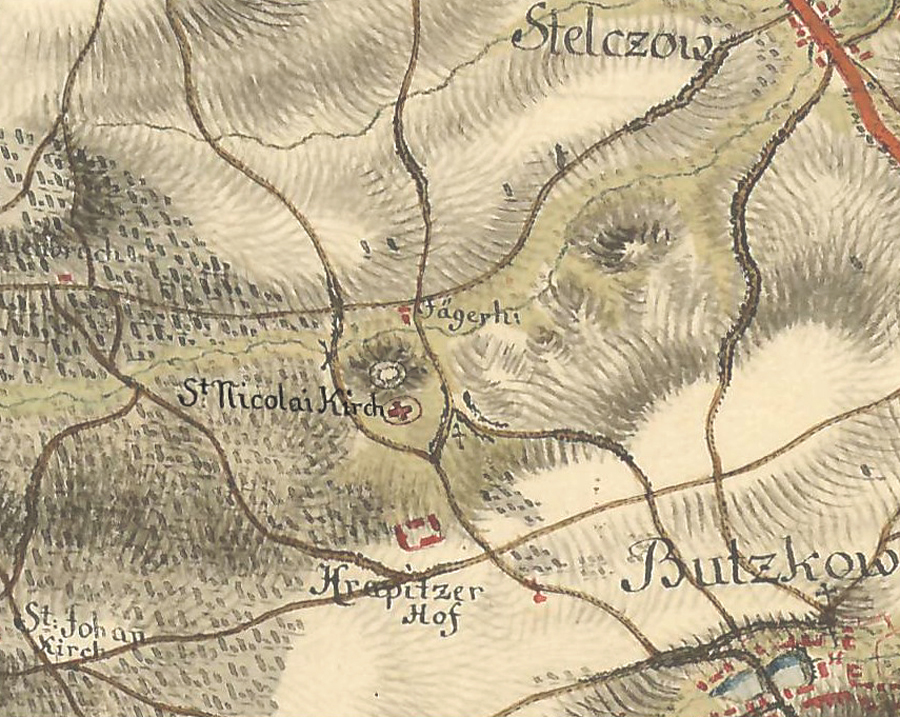
I. vojenské mapování, na kterém je severně od kostela sv. Mikuláše vidět oválné tvrziště (r. 1780)
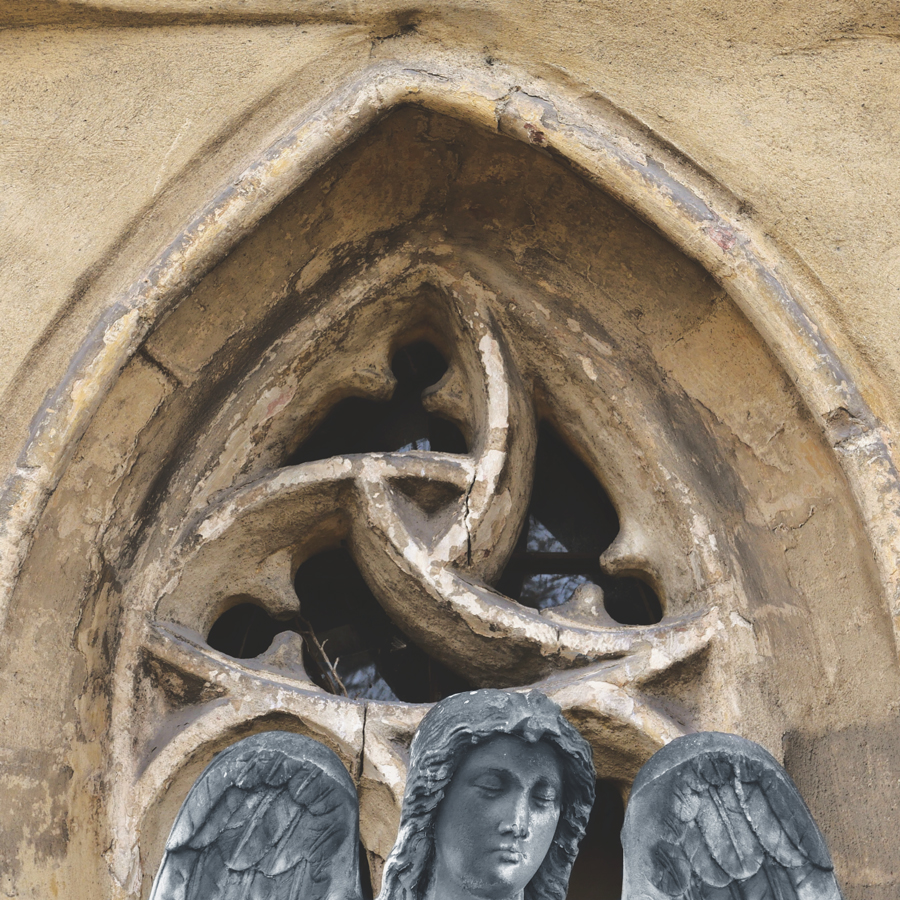
plaménková kružba na gotickém okně v apsidě (r. 1370)
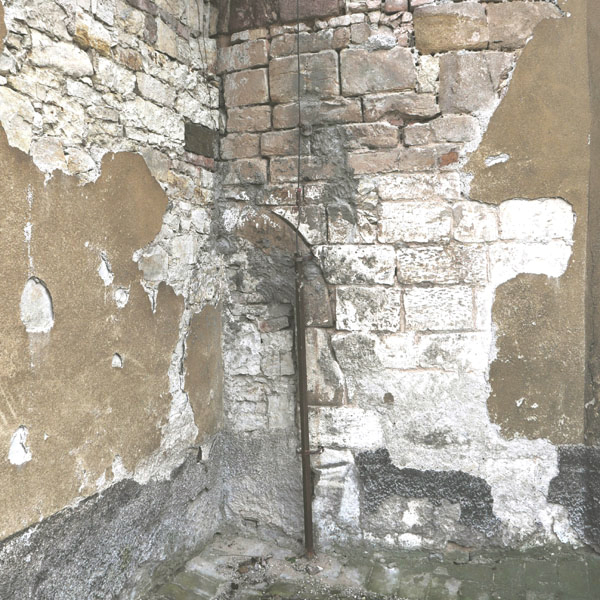
zazděný vchod do románské rotundy (11./12. stol.)
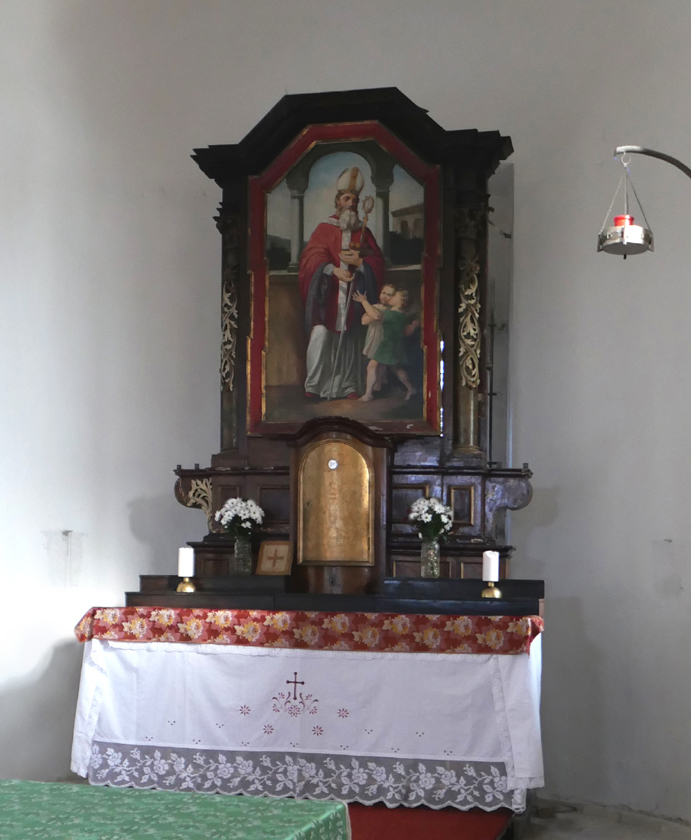
oltář s obrazem sv. Mikuláše (18. stol.)